# Étienne Delaruelle
Pour les articles homonymes, voir Delaruelle.
Étienne Delaruelle, né le 12 juillet 1904 à La Madeleine et mort le 10 ou le 11 juin 1971, est un prêtre et historien médiéviste français.
Professeur à l'Institut catholique de Toulouse, il étudie la vie religieuse au Moyen Âge. Il est le fondateur des colloques de Fanjeaux et des cahiers de Fanjeaux.

## Biographie

### Prêtre
Étienne Delaruelle est né le 12 juillet 1904 à La Madeleine, près de Lille, dans une famille d'universitaires,. Il poursuit ses études à Toulouse et y réussit l'agrégation d'histoire et géographie,. Entré au séminaire juste après son agrégation, il est ordonné prêtre en 1934,.
Il soutient en 1947 sa thèse de doctorat-ès-lettres,, consacrée à Sainte Catherine de Sienne et la chrétienté de son temps et restée inédite à sa mort,,,. Sa thèse secondaire porte sur La doctrine de l'Église et de l'État dans sainte Catherine de Sienne.
Il est professeur au grand séminaire de Toulouse à partir de 1935 puis à partir de 1949 à l'Institut catholique de Toulouse, où il est nommé par l'archevêque de Toulouse, Jules Saliège. Il enseigne l'histoire et la théologie, aimant l'ascèse et la prédication. Il devient supérieur du petit séminaire de Toulouse en 1947 et chanoine.

### Historien
Étienne Delaruelle s'intéresse plutôt à l'histoire de la vie religieuse qu'à l'histoire des institutions ecclésiastiques. Il publie de nombreux articles sur des sujets précis d'histoire religieuse, surtout médiévale : Jonas d'Orléans, Jeanne d'Arc, l'idéologie des croisades et l'histoire du sentiment religieux. Il se consacre ensuite plus spécialement à l'étude de la piété populaire et des hérésies, notamment du catharisme. Il ne néglige pas l'histoire de l'art religieux. Beaucoup de ces articles sont publiés dans les Annales du Midi. Étienne Delaruelle joue un rôle important dans un décentrement décisif de l'historiographie sur la religion catholique médiévale. Dans les années 1950 et 1960, ses études sur la piété populaire attirent en effet l'attention sur la foule des fidèles plutôt que sur les prêtres et la hiérarchie ecclésiastique,.
Étienne Delaruelle écrit également des synthèses, comme tous les chapitres qui correspondent au Moyen Âge dans l'Histoire du catholicisme en France dirigée par André Latreille et L'Église au temps du Grand Schisme et de la crise conciliaire, avec Edmond-René Labande et Paul Ourliac,,.
Il participe régulièrement aux congrès internationaux et aux colloques spécialisés d'histoire médiévale,, et y intervient volontiers. En 1965, il fonde les colloques de Fanjeaux et la collection des Cahiers de Fanjeaux qui rendent compte de ces rencontres,,,,. Il participe aux cinq premières sessions et écrit onze contributions dans les cinq premiers volumes de la collection, parus de 1966 à 1970, avant d'en être empêché par la maladie.
Étienne Delaruelle meurt le 10 ou le 11 juin 1971.
En 1975, Raoul Manselli et André Vauchez réunissent les principaux articles d'Étienne Delaruelle consacrés à la piété populaire au Moyen Âge dans un recueil qu'il font paraître sous ce titre,. Au moment de leur parution sous la forme d'un recueil d'articles, ces études, souvent écrites dans les années 1950 ou 1960, sont en décalage chronologique avec l'histoire en train de s'écrire, qui se débarrasse des préjugés des clercs sur le peuple et adopte d'autres outils d'analyse. Jean-Claude Schmitt souligne ainsi en 1976 que les articles d'Étienne Delaruelle méconnaissent l'importance de la culture folklorique,. En 1980, André Vauchez rassemble dans un autre recueil les articles d'Étienne Delaruelle qui traitent de l'idée de Croisade,.

## Principales publications
- André Latreille, Étienne Delaruelle et Jean-Rémy Palanque, Histoire du catholicisme en France, vol. I : Des origines à la chrétienté médiévale, Paris, Spes, 1957 (réimpr. 1964), 351 p.[27],[28],[29],[30],[31],[32],[33],[34].
- André Latreille, Étienne Delaruelle et Jean-Rémy Palanque, Histoire du catholicisme en France, vol. II : Sous les rois très chrétiens, Paris, Spes, 1960 (réimpr. 1964), 508 p.[35],[36],[37],[38],[39],[40],[41],[42].
- Étienne Delaruelle, Edmond-René Labande et Paul Ourliac, L'Église au temps du Grand Schisme et de la crise conciliaire, vol. 14 en deux tomes, Paris, Bloud et Gay, coll. « Histoire de l'Église de Fliche et Martin », 1962 et 1964 (lire en ligne)[43],[44],[45],[46],[47],[48],[49],[50],[51],[52].
- Étienne Delaruelle, La piété populaire au Moyen Age, Torino, Bottega d'Erasmo, 1975, 561 p.[14],[23],[24].
- Étienne Delaruelle, L'idée de Croisade au Moyen Age, Torino, Bottega d'Erasmo, 1980, 296 p.[25],[26].
- Étienne Delaruelle, Sainte Catherine de Sienne et la chrétienté de son temps, Paris, Éditions du Cerf, coll. « Studia Friburgensia », 2024, 576 p. (ISBN 9782204165600).